# 剣客総菜
『剣客惣菜』（けんかく・そうざい）は、スカパー!の「時代劇専門チャンネル」で2009年から2011年にかけ放送された料理番組。時代劇『剣客商売』のスピンオフ作品でもある。
原作者池波正太郎は、美食家としても著名で、同作品にも数多くの料理・食材を題材にした場面を登場させている。その中で取り上げられた食材や料理に毎回スポットを当て、それにまつわるエピソードを紹介しつつ、池波と深い交流があり「剣客商売」でも料理考証を担当した日本料理店「銀座・てんぷら近藤」の近藤文夫が、池波の愛した料理を忠実に再現するというものである。

## 出演
- ナレーター　小林綾子
- 料理　近藤文夫